# Saab 340 AEW
Saab 340 AEW är ett svenskt tvåmotorigt propellerdrivet radarspaningsflygplan som tillverkades av Saab AB och är baserad på det civila passagerarflygplanet Saab 340. I likhet med det civila flygplanet använder Saab 340 AEW två stycken turbopropmotorer från amerikanska General Electric med sammanlagt 3 740 hästkrafter.

## Varianter
- Saab 340B AEW: använder det äldre systemet FSR 890.
- Saab 340B AEW-200
- Saab 340B AEW-300: använder det nyare systemet ASC 890.

## Användare

### Sverige
Det svenska flygvapnet använder sex stycken Saab 340 AEW. I det svenska flygvapnet går Saab 340 AEW under beteckningen S 100 Argus, och alla flygplan tillhör Skaraborgs flygflottilj men är stationerade vid Malmens flygplats utanför Linköping och opererades av 74. specialflygskvadron. Namnet Argus kommer från grekisk mytologi och jätten Argus med sina hundra ögon av vilka alltid några vakade.
Två av flygplanen är byggda för transportuppdrag i fredstid (med beteckning Tp 100A och Tp 100C), och resten är permanent utrustade för stridsledning och luftbevakning (STRIL) där två (tidigare fyra) flygplan är utrustade med det äldre FSR 890-systemet (med beteckning S 100B) och två med det nyare ASC 890-systemet (med beteckning S 100D). 
Två av flygplanen med FSR 890-system såldes till Thailand och är sedan 2012 i tjänst hos Thailands flygvapen.
Den 29 maj 2024 meddelade regeringen att de två flygplanen doneras genom ett svenskt stödpaket till Ukraina. Genom ASC 890 möjliggörs för Ukraina en helt ny förmåga till luftburen radarspaning- och stridsledning mot mål i luften och till sjöss.

### Thailand
År 2007 meddelade Thailands flygvapen att man ville köpa två stycken Saab 340B AEW. Två flygplan som tidigare varit i tjänst hos det svenska flygvapnet levererades i oktober 2012.

### Grekland
Grekiska flygvapnet lånade under fyra år två flygplan från det svenska flygvapnet innan de började få leverans av sitt Erieye EMB-145H AEW&C-system 2003.

### Förenade Arabemiraten
Förenade Arabemiraten beställde två flygplan 2009.

### Polen
Köpte två Saab 340 AEW i juli 2023, varav det första levererades i oktober 2023.

### Ukraina
Ukraina kommer att motta två flygplan från Sverige, det som en donation i det svenska biståndet till Ukraina.